# أليكس بويد (مصور)
أليكس بويد (بالألمانية: Alex Boyd)‏ (و. 1984  م) هو مصور من ألمانيا، والمملكة المتحدة، ولد في تسيله.

## التعليم
تعلم في جامعة غلاسكو
.